# Divine Madness
Divine Madness è un album discografico di raccolta del gruppo musicale ska/pop britannico Madness, pubblicato nel 1992. Contiene i singoli pubblicati dal gruppo in ordine cronologico.

## Tracce
1. The Prince – 2:29
2. One Step Beyond – 2:20
3. My Girl – 2:44
4. Night Boat to Cairo – 3:30
5. Baggy Trousers – 2:46
6. Embarrassment – 3:10
7. The Return of the Los Palmas 7 – 2:33
8. Grey Day – 3:39
9. Shut Up – 2:51
10. It Must Be Love – 3:17
11. Cardiac Arrest – 2:56
12. House of Fun – 2:48
13. Driving in My Car – 3:17
14. Our House – 3:22
15. Tomorrow's Just Another Day – 3:10
16. Wings of a Dove – 3:01
17. The Sun and the Rain – 3:30
18. Michael Caine – 3:38
19. One Better Day – 4:05
20. Yesterday's Men – 4:10
21. Uncle Sam – 3:06
22. (Waiting for the) Ghost Train – 3:44

## Formazione
- Graham McPherson (Suggs) – voce
- Mike Barson - tastiere
- Cathal Smyth (Chas Smash) – cori, voce
- Chris Foreman – chitarra
- Lee Thompson – sassofono
- Daniel Woodgate (Woody) - batteria
- Mark Bedford (Bedders) - basso